# 3.ª Flota (Japón)
La 3.ª Flota (第三艦隊 Dai-san Kantai?) fue una flota de la Armada Imperial Japonesa que sirvió en diferentes conflictos. No era una flota permanente, puesto que la componían buques obsoletos para el combate y/o muy anticuados o dañados.

## Historia
La 3.ª Flota se creó el 28 de diciembre de 1903 por el Cuartel General Imperial para administrar los buques obsoletos para el combate. Pese a esto, fueron utilizados para entrenamiento y patrullaje de las costas niponas. 
Encuadrada en la Flota Combinada durante la batalla de Tsushima, la flota, pese a ser llamada "flota de los dinosaurios", resultó ser de gran ayuda en el bloqueo a Port Arthur y en la invasión de la isla de Sajalín.